# Asociación de Constructores de Fórmula 1
La Asociación de Constructores de Fórmula 1 (en inglés, Formula One Constructors Association, FOCA), con sede en Londres (Reino Unido), fue una organización que reunía a las compañías que fabricaban coches para la Fórmula 1. Dado que cada constructor solo puede proveer de coches a una única escudería de Fórmula 1, «constructor» y «equipo» son sinónimos en el ámbito de esta competición.
Esta asociación fue fundada en 1974 por Bernie Ecclestone, Colin Chapman, Teddy Mayer, Max Mosley, Ken Tyrrell y Frank Williams. Su objetivo era modificar la organización comercial de la Fórmula 1 para conseguir que beneficiase más a los equipos participantes. 
En marzo de 1981, la Asociación de Constructores de Fórmula 1 consiguió llegar a un acuerdo con la FIA, el Acuerdo de la Concordia, el cual les otorgaba el derecho a negociar los contratos de televisión.
- Datos: Q173495